# Commissione per i problemi economici e monetari del Parlamento europeo
La commissione per i problemi economici e monetari (ECON, abbreviazione dell'inglese Committee on Economic and Monetary Affairs) è una commissione permanente del Parlamento europeo che si occupa delle politiche economiche e monetarie dell'Unione europea. È composta da 60 eurodeputati ed è attualmente presieduta dalla francese Aurore Lalucq.

## Competenze
In base al regolamento del Parlamento europeo la commissione per i problemi economici e monetari è la:
1.   le politiche economiche e monetarie dell'Unione europea, il funzionamento dell'Unione economica e monetaria e il sistema monetario e finanziario europeo (comprese le relazioni con le istituzioni o organizzazioni interessate);
2.   la libera circolazione dei capitali e dei pagamenti (pagamenti transfrontalieri, spazio unico dei pagamenti, bilancia dei pagamenti, movimenti di capitali e politica di assunzione e di erogazione di prestiti, controllo dei movimenti di capitali provenienti da paesi terzi, misure volte ad incoraggiare l'esportazione di capitali dell'Unione europea);
3.   il sistema monetario e finanziario internazionale (comprese le relazioni con le istituzioni e le organizzazioni finanziarie e monetarie);
4.   le norme sulla concorrenza e gli aiuti di Stato o pubblici;
5.   le disposizioni fiscali;
6.   la regolamentazione e la vigilanza in materia di servizi, istituzioni e mercati finanziari, compresi la rendicontazione finanziaria, la revisione dei conti, le norme contabili, il governo societario e le altre questioni di diritto delle società riguardanti specificamente i servizi finanziari.
7.   le attività finanziarie pertinenti della Banca europea per gli investimenti come parte della governance economica europea nell'eurozona.»
(Regolamento del Parlamento europeo, Allegato VI: Attribuzioni delle commissioni parlamentari permanenti, 
VI.    Commissione per i problemi economici e monetari)

## Sottocommissione per le questioni fiscali
Istituita il 23 settembre 2020, la sottocommissione per le questioni fiscali (FISC) si occupa di lotta contro le frodi fiscali, l'evasione fiscale e l'elusione fiscale, ma anche di trasparenza finanziaria per fini fiscali, sia a livello di Unione europea, sia negli stati membri, sia a scala globale. Dal 2024, è presieduta dall'italiano Pasquale Tridico.

## Presidenti
| Presidente        | Nazionalità | Gruppo | Periodo     |
| ----------------- | ----------- | ------ | ----------- |
| Pervenche Berès   | Francia     | PSE    | 2004 – 2009 |
| Sharon Bowles     | Regno Unito | ALDE   | 2009 – 2014 |
| Roberto Gualtieri | Italia      | S&D    | 2014 – 2019 |
| Irene Tinagli     | Italia      | S&D    | 2019 – 2024 |
| Aurore Lalucq     | Francia     | S&D    | 2024 –      |